# Клинтон, Уильям, 4-й барон Клинтон
Уильям Клинтон (англ. William Clinton; примерно 1378 — 30 июля 1431) — английский аристократ, 4-й барон Клинтон с 1398 года. Сын сэра Уильяма Клинтона и Элизабет Дейнкур (дочери 1-го барона Дейнкура), внук Джона Клинтона, 3-го барона Клинтона. Рано потерял отца, после смерти деда унаследовал баронский титул и семейные владения, расположенные главным образом в Уорикшире. После смерти в 1399 году родственницы Элизабет де Сэй претендовал на владения и баронский титул Сэев.
Клинтон был женат дважды: на Анне Триветт, дочери сэра Томаса Триветта и Элизабет де Лимбури, и на Элис де Ботро, дочери Уильяма де Ботро, 2-го барона Ботро, и Элизабет де Сен-Ло. Во втором браке родился сын Джон (1410—1464), 5-й барон Клинтон